# Cap Amsterdam
 (février 2023).
Pour les articles homonymes, voir Amsterdam (homonymie).
Cap Amsterdam (norvégien : Kapp Amsterdam) est un promontoire de la  Terre de Nordenskiöld, sur l'île de Spitzberg dans l'archipel du Svalbard. Le promontoire marque l'entrée nord-ouest du golfe de Svea qui continue vers le nord jusqu'à Sveagruva.
Cap Amsterdam est à 15 km de Sveagruva et du port de marchandise de Store Norske Spitsbergen Kulkompani. Le charbon est transporté par camions de là jusqu'au quai. En mars 2011, un incendie s'est déclaré dans un tas d'environ 80 000 tonnes de charbon au cap Amsterdam.
En septembre 1946, des ouvriers en bâtiment venant de Sveagruva ont construit une balise à l'entrée de Sveagruva. Le Lykta était opérationnel à partir du 17 septembre de cette année-là.
Le cap Amsterdam porte le nom du navire à vapeur suédois Amsterdam de la compagnie A/B Svea qui a jeté l'ancre dans la région le 11 août 1917.